# Zuckerbäckerstil
| Dieser Artikel wurde auf der Qualitätssicherungsseite des WikiProjekts Planen und Bauen eingetragen. Dies geschieht, um die Qualität der Artikel aus den Themengebieten Bautechnik, Architektur und Planung auf ein akzeptables Niveau zu bringen. Dabei werden Artikel, die nicht maßgeblich verbessert werden können, möglicherweise in die allgemeine Löschdiskussion gegeben. Hilf mit, die inhaltlichen Mängel dieses Artikels zu beseitigen, und beteilige dich an der Diskussion! |

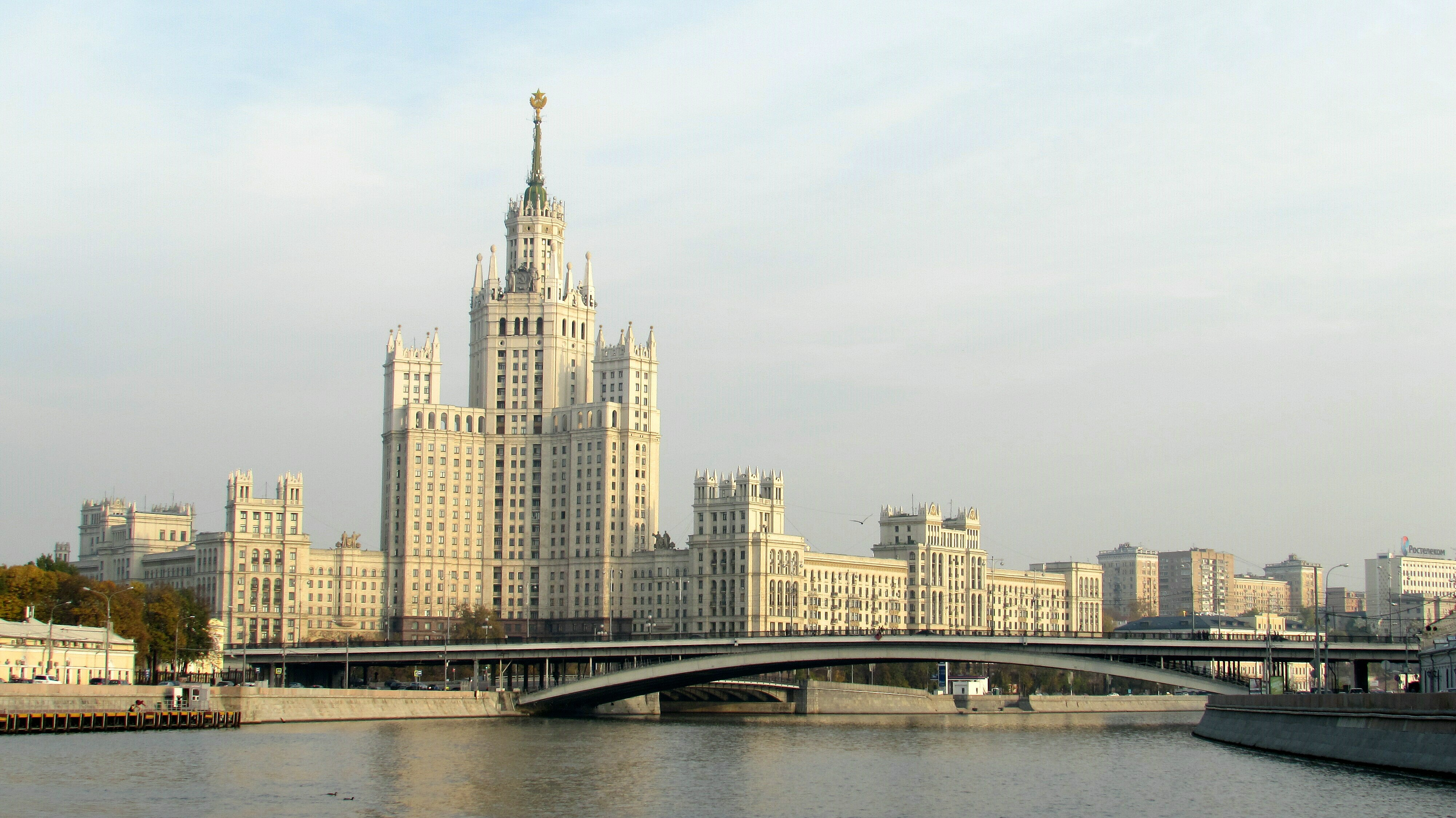
Typisches Beispiel: Wohnkomplex in Moskau, im Vordergrund die Moskwa

Der Ausdruck Zuckerbäckerstil bezeichnet abwertend einen Baustil, der sich durch eine üppige Dekoration der Gebäudeoberfläche auszeichnet, der daher als überbordend monumental bzw. als übertrieben oder anachronistisch ornamental empfunden wird. Dabei wird die Verzierung als nicht harmonisch in ein schlüssiges Ganzes eingepasst, sondern wie aufgesetzt angesehen.
Die Bezeichnung leitet sich von den oberflächlich und kleinteilig verzierten Produkten der Zuckerbäcker ab. In der Architektur wird der Ursprung in der zunehmenden Abkopplung beziehungsweise Verselbständigung des Fassadenentwurfs von der strukturellen Logik des Bauwerks gesehen. Damit einher geht die vor allem Ende des 19. und Anfang des 20. Jh. zu beobachtende berufliche Scheidung zwischen Architekturzeichner (Architekt) und Bauingenieur.

## Anwendungen des Begriffs

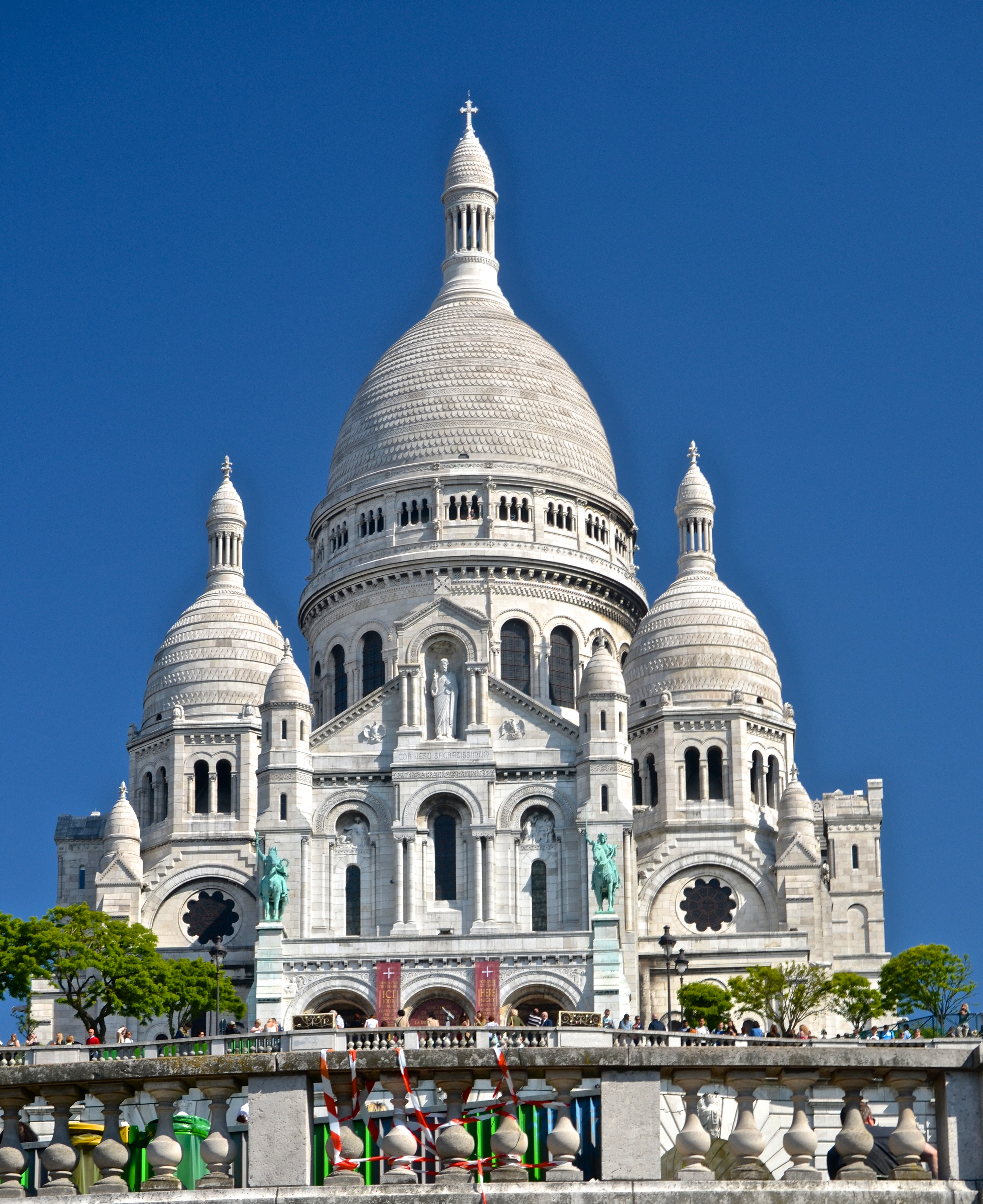
Basilika Sacré-Cœur de Montmartre

Als Zuckerbäckerstil wird insbesondere die Architektur des sozialistischen Klassizismus bezeichnet. Allerdings wurde der Begriff in anderen Ländern von Kommentatoren in Bezug auf historistische und eklektizistische Architektur bereits verwendet, als die Sowjetunion der avantgardistischen Architektur (u. a. Konstruktivismus) als Ausdruck ihres revolutionären Programms noch offen gegenüberstand.
In weiterem Sinne bedeutet der Begriff die Architektur des Historismus und Eklektizismus. Mit dem Schlagwort Zuckerbäckerstil wird z. B. das 1867–1909 errichtete neogotische Neue Rathaus in München bezeichnet; die 1875–1914 erbaute, neoromanisch-byzantinische Basilika Sacré-Cœur de Montmartre in Paris; oder die Bauten des katalanischen Modernisme (Antoni Gaudís 1882 begonnene und bislang unvollendete Basilika Sagrada Família; Lluís Domènech i Montaners Palau de la Música Catalana von 1905 bis 1908).
In Italien wird der Stilo Coppedè der 1910er und 1920er Jahre als Zuckerbäckerstil bezeichnet, wobei sich die hier entstandene Architektur stark an den Liberty-Stil anlehnt, die italienische Richtung des Jugendstils. Auch postmoderne Bauten mit einer verspielten Formensprache werden mit dem Schlagwort belegt, etwa Herbert Maierhofers Kunstraststätte Illertal-Ost (1996/97) oder Werke Friedensreich Hundertwassers.
Zudem wird der Anfang des 20. Jahrhunderts verbreitete sehr ornamentale Baustil auf Karibikinseln wie Kuba und Haiti (Gingerbread Houses) so bezeichnet.